# Agriornis montanus
Az Agriornis montanus  a madarak (Aves) osztályának verébalakúak (Passeriformes) rendjébe és a királygébicsfélék (Tyrannidae) családjába tartozó faj.

## Rendszerezése
A fajt Alcide d’Orbigny és Frédéric de Lafresnaye írták le 1837-ben, a Pepoaza nembe Pepoaza montana néven.

## Alfajai
- Agriornis montanus insolens P. L. Sclater & Salvin, 1869
- Agriornis  montanus intermedius Hellmayr, 1927
- Agriornis  montanus leucurus Gould, 1839
- Agriornis  montanus maritimus (Orbigny & Lafresnaye, 1837)
- Agriornis  montanus montanus (Orbigny & Lafresnaye, 1837)
- Agriornis  montanus solitarius P. L. Sclater, 1859[2]

## Előfordulása
Dél-Amerikában, Argentína, Bolívia, Chile, Kolumbia, Ecuador, Peru területén honos, kóborlásai során eljut a  Falkland-szigetekre is. Természetes élőhelyei a szubtrópusi és trópusi magaslati cserjések, füves puszták és legelők. Vonuló faj.

## Megjelenése
Átlagos testhossza 24 centiméter.
|  |

## Természetvédelmi helyzete
Az elterjedési területe rendkívül nagy, egyedszáma pedig stabil. A Természetvédelmi Világszövetség Vörös listáján nem fenyegetett fajként szerepel.